# Victoria Mboko
Victoria Mboko (* 26. August 2006 in Charlotte, North Carolina) ist eine kanadische Tennisspielerin.

## Karriere
Mboko gewann 2021 auf der ITF Juniors World Tennis Tour drei Juniorinnentitel. Sie trat 2021 im Juniorinneneinzel sowohl in Wimbledon, als auch bei den US Open an, wo sie jeweils bereits in der Qualifikation scheiterte.
Im Juli und Oktober 2021 nahm sie an zwei W-15-ITF-Profiturnieren in Prokuplje und Norman  teil, wo sie jeweils das Achtelfinale erreichte. Im Oktober war Mboko Teil der U16-Billie-Jean-King-Cup-Mannschaft Kanadas und erreichte mit ihrem Team den fünften Platz,
2022 trat Mboko bei den Australian Open bei den Juniorinnenwettbewerben an. Während sie als an Position 14 gesetzte Spielerin im Juniorinneneinzel bereits in Runde zwei scheiterte, konnte sie mit ihrer Partnerin Kayla Cross im Juniorinnendoppel das Finale erreichen. Im April erreichte sie das Finale im Dameneinzel beim mit 25.000 US-Dollar dotierten ITF-Turnier in Monastir, das sie nur knapp gegen Zhu Lin mit 1:6, 6:4 und 4:6 verlor. Bei den French Open erreichte sie im Juniorinneneinzel das Achtelfinale. In Wimbledon erreichte sie im Juniorinneneinzel das Halbfinale und im Juniorinnendoppel mit ihrer Partnerin Kayla Cross das Finale.
Für die National Bank Open 2025 in Montreal erhielt Mboko eine Wildcard. Sie gewann das Turnier mit nur 18 Jahren und besiegte im Finale Naomi Ōsaka mit 2:6, 6:4 und 6:1. In den Runden zuvor bezwang sie die gesetzten Spielerinnen Sofia Kenin, Coco Gauff und Jelena Rybakina und ist damit nach Serena Williams die zweitjüngste Spielerin in der Open Era, die in einem Turnier vier Grand-Slam-Siegerinnen besiegen konnte. Durch diesen Erfolg schaffte Mboko den Sprung in die Top 30 der Weltrangliste.

## Turniersiege

### Einzel
| Nr. | Datum            | Turnier     | Kategorie | Belag             | Finalgegnerin      | Ergebnis      |
| --- | ---------------- | ----------- | --------- | ----------------- | ------------------ | ------------- |
| 1.  | 24. Juli 2022    | Saskatoon   | ITF W25   | Hartplatz         | Madison Sieg       | 6:2, 6:0      |
| 2.  | 16. Juli 2023    | Saskatoon   | ITF W60   | Hartplatz         | Emina Bektas       | 6:4, 6:4      |
| 3.  | 21. Juli 2024    | Darmstadt   | ITF W35   | Sand              | Ángela Fita Boluda | 6:4, 6:4      |
| 4.  | 12. Januar 2025  | Le Lamentin | ITF W35   | Hartplatz         | Clervie Ngounoue   | 7:5, 6:3      |
| 5.  | 19. Januar 2025  | Petit-Bourg | ITF W35   | Hartplatz         | Clervie Ngounoue   | 6:4, 6:0      |
| 6.  | 2. Februar 2025  | Rome        | ITF W75   | Hartplatz (Halle) | Eva Vedder         | 7:5, 6:3      |
| 7.  | 22. Februar 2025 | Manchester  | ITF W35   | Hartplatz (Halle) | Manon Léonard      | 7:60, 6:2     |
| 8.  | 9. März 2025     | Porto       | ITF W75   | Hartplatz (Halle) | Harriet Dart       | 6:1, 6:1      |
| 9.  | 7. August 2025   | Montreal    | WTA 1000  | Hartplatz         | Naomi Ōsaka        | 2:6, 6:4, 6:1 |

### Doppel
| Nr. | Datum           | Turnier     | Kategorie | Belag     | Partnerin        | Finalgegnerinnen                      | Ergebnis  |
| --- | --------------- | ----------- | --------- | --------- | ---------------- | ------------------------------------- | --------- |
| 1.  | 11. Januar 2025 | Le Lamentin | ITF W35   | Hartplatz | Cadence Brace    | Olivia Lincer Clervie Ngounoue        | 6:2, 7:62 |
| 2.  | 18. Januar 2025 | Petit-Bourg | ITF W35   | Hartplatz | Clervie Ngounoue | Jenna Dean Amanda Carolina Nava Elkin | 6:3, 6:1  |

## Karrierestatistik und Turnierbilanz

### Einzel
Die letzte Aktualisierung erfolgte nach dem WTA-Turnier in Montreal 2025.
| Turnier                      | 2022      | 2023      | 2024      | 2025      | T / T      | S/N        | Sieg%      |
| ---------------------------- | --------- | --------- | --------- | --------- | ---------- | ---------- | ---------- |
| French Open                  | –         | –         | –         | 3         | 0 / 1      | 2:1        | 67 %       |
| Wimbledon                    | –         | –         | –         | 2         | 0 / 1      | 1:1        | 50 %       |
| US Open                      | –         | –         | –         |           | 0 / 0      | 0:0        | –          |
| Miami                        | –         | –         | –         | 2         | 0 / 1      | 1:1        | 50 %       |
| Rom                          | –         | –         | –         | 2         | 0 / 1      | 1:1        | 50 %       |
| Kanada                       | Q1        | –         | –         | S         | 1 / 1      | 7:0        | 100 %      |
| Cincinnati                   | –         | –         | –         |           | 0 / 0      | 0:0        | –          |
| Peking                       | n. a.     | –         | –         |           | 0 / 0      | 0:0        | –          |
| Wuhan                        | n. a.     | n. a.     | –         |           | 0 / 0      | 0:0        | –          |
| Billie Jean King Cup         | –         | –         | –         | q         | 0 / 1      | 2:0        | 100 %      |
| Statistik                    | Statistik | Statistik | Statistik | Statistik | S/N        | S/N        | Sieg%      |
| Turnierteilnahmen            | 6         | 16        | 17        | 15        | Gesamt: 54 | Gesamt: 54 | Gesamt: 54 |
| Erreichte Finals             | 2         | 1         | 3         | 7         | Gesamt: 13 | Gesamt: 13 | Gesamt: 13 |
| Gewonnene Titel              | 1         | 1         | 1         | 6         | Gesamt: 9  | Gesamt: 9  | Gesamt: 9  |
| Hartplatz-Siege/-Niederlagen | 10:5      | 14:6      | 10:7      | 38:3      | 72:21      | 72:21      | 77 %       |
| Sand-Siege/-Niederlagen      | 0:0       | 11:9      | 20:9      | 12:4      | 43:22      | 43:22      | 66 %       |
| Rasen-Siege/-Niederlagen     | 0:0       | 0:0       | 0:0       | 3:2       | 3:2        | 3:2        | 60 %       |
| Gesamt-Siege/-Niederlagen    | 10:5      | 25:15     | 30:16     | 53:9      | 118:45     | 118:45     | 72 %       |
| Sieg%                        | 67 %      | 63 %      | 65 %      | 85 %      | Gesamt:    | Gesamt:    | 72 %       |
| Jahresendposition            | 499       | 323       | 350       |           | N/A        | N/A        | N/A        |

Zeichenerklärung: S = Turniersieg; F, HF, VF, AF = Einzug ins Finale / Halbfinale / Viertelfinale / Achtelfinale; 1, 2, 3 = Ausscheiden in der 1. / 2. / 3. Hauptrunde; KF (kleines Finale) = unterlegen im Spiel um Platz drei; RR = Round Robin (Gruppenphase); n. a. = nicht ausgetragen; a. K. = andere Kategorie; PO (Play-off) = Auf- und Abstiegsrunde im Billie Jean King Cup; K1, K2, K3 = Teilnahme in der Kontinentalgruppe I, II, III im Billie Jean King Cup.
Anmerkung: Diese Statistik berücksichtigt alle Ergebnisse im Einzel bei ITF- und WTA-Turnieren. Als Quelle dient die ITF- und WTA-Seite der Spielerin. Dargestellt sind nur WTA-Turniere der Kategorie 1000 (seit 2021).

## Persönliches
Victoria Mboko lebte mit ihren Eltern, die aus der Demokratischen Republik Kongo geflohen waren, in Burlington, Ontario und Toronto. Sie hat drei ältere Geschwister Gracia, Kevin und David.

## Auszeichnungen
Mboko wurde 2021 vom nationalen kanadischen Tennisverband Tennis Canada als Junior Player of the Year ausgezeichnet.